# Manuel Camaron i Melià
Manuel Camaron i Melià (Sogorb, 1763 - Sogorb, 1806) va ser un pintor valencià. Era fill de José Camarón Boronat i germà de José Juan Camarón y Meliá, ambdós pintors.
Es va formar amb son pare, i posteriorment a la Reial Acadèmia de Belles Arts de Sant Carles de València, en la qual va obtenir el segon premi de pintura als 17 anys i el primer als 20. El 5 d'octubre de 1798 li va ser atorgat el títol d'acadèmic de mèrit de Sant Carles pel retrat de Francisco Javier Azpiroz, president de l'Acadèmia. Posteriorment, l'any 1801 va ser-ne nomenat Tinent Director, però sense sou.
Va fer retrats, pintura d'història, paisatges i pintura de costums, i va atènyer una gran reputació com a decorador de ventalls, tasca artesanal que en aquell temps tenia gran importància a València. Va desenvolupar la seua carrera a València, sempre al costat de son pare.
Cal destacar els seus frescos del presbiteri i medallons de la volta de la Catedral de Sogorb (1803-1806) i les decoracions del cambril del Reial Monestir de Sant Miquel de Llíria (1805), amb escenes de l'arcàngel Sant Miquel. A la capella de la Universitat de València hi ha un quadre seu que representa sant Josep de Calassanç (1788), fet per commemorar la seua canonització. També hi ha obra seua al Museu Sant Pius V de València i a altres ciutats valencianes.